# 양덕역
양덕역(陽德驛)은 조선민주주의인민공화국 평안남도 양덕군 양덕읍에 위치한 평라선의 철도역이다. 양덕군의 중심 역으로서, 평안남도와 강원도를 잇는 관문 역할을 하고 있다.
2006년 7월 14일~7월 16일 사이에 내린 집중호우로 인해 본 역을 포함한 석탕온천역~지수역 사이의 선로가 유실되고 양덕역사는 산사태로 인해 토사로 매몰되었다가 복구되었으며, 2008년 4월 3일에는 함남선 금골청년역을 출발해 평양역으로 향하던 열차가 본 역과 거차역 사이의 구간에서 탈선하는 사고가 발생하였다.

## 연혁
- 1936년 11월 1일: 평원선 장림 - 양덕 간 개통과 함께 영업 개시[4]
- 일자 불명: 평라선으로 편입